# Daniel Guérin
Pour les articles homonymes, voir Guérin.
Daniel Guérin (17e arrondissement de Paris, 19 mai 1904 – Suresnes (Hauts-de-Seine), 14 avril 1988), est un écrivain révolutionnaire français, anticolonialiste, militant de l'émancipation homosexuelle, théoricien du communisme libertaire et du marxisme libertaire, historien et critique d'art.

## Biographie

### Jeunesse et formation
Daniel Guérin est issu d'une famille bourgeoise, libérale et dreyfusarde. Son père, Marcel Guérin (1873-1948), était un riche collectionneur et critique d'art qui fut, entre autres, l'auteur de L’œuvre gravé de Gauguin en 1927. Son grand-père, Eugène d'Eichthal, est directeur de l'École libre des sciences politiques de 1912 jusqu'en 1936, et est également président de l'Académie des sciences morales et politiques. Son oncle était l'essayiste Daniel Halévy (1872-1962). Sa femme Marie Fortwangler est une militante communiste autrichienne. Sa fille Anne Guérin est une journaliste, traductrice, militante libertaire et signataire du Manifeste des 121.
Daniel Guérin est diplômé de l'École libre des sciences politiques, dont il commentera l'atmosphère dans son Autobiographie de jeunesse en 1972 et où il suit notamment les cours d'Élie Halévy. Il publie des œuvres littéraires de jeunesse qui attirèrent l'attention de François Mauriac, tout en ayant des activités de libraire en Syrie de 1927 à 1929.

### Engagements militants

#### Engagement anticolonialiste
Lors d'un voyage en Indochine, en 1930, où il découvrit la réalité coloniale, il profita de la traversée pour dévorer un nombre significatif de textes politiques allant de Proudhon à Marx en passant par Sorel. Il s'engagea dès ces années dans la lutte contre le colonialisme (Indochine, Liban...).
Daniel Guérin rompit avec le milieu bourgeois, s'installa à Belleville (quartier ouvrier de l'est de Paris), devint correcteur et commença à militer dans les années 1930 avec les syndicalistes révolutionnaires de la revue La Révolution prolétarienne de Pierre Monatte.

#### Voyage dans l'Allemagne nazie
En 1933, Daniel Guérin parcourut à bicyclette l'Allemagne hitlérienne. Il rédigea un document sur la montée du nazisme qui parut dans Le Populaire organe de la SFIO et sera édité en volumes sous les titres La Peste brune et Fascisme et grand capital en 1936. Daniel Guérin y analysait l'origine du fascisme, de ses troupes et la mystique qui les animait ; sa tactique offensive face à celle, trop légaliste, du mouvement ouvrier ; le rôle des plébéiens qui le rejoignaient ; son action anti-ouvrière et sa politique économique (une économie de guerre en temps de paix). Ce dernier ouvrage, réédité de multiples fois (voir le détail en fin d'article) est aujourd'hui considéré comme un classique.

#### Le trotskysme
Au milieu des années 1930, Daniel Guérin rejoignit la Gauche révolutionnaire de Marceau Pivert. Lorsque cette tendance fut exclue de la SFIO et crée le Parti socialiste ouvrier et paysan (PSOP), Guérin en devint l'un des responsables. Il se situa à la gauche de ce groupe, et correspondit avec Trotsky.

#### La Seconde Guerre mondiale
Le 23 avril 1940, à Oslo en Norvège occupée, Daniel Guérin est interné par les Allemands en tant que ressortissant d'un pays belligérant. Il fut libéré du camp d'internement de Wülzburg en Bavière le 18 décembre suivant. De 1943 à 1945, il coopéra, en France, avec le mouvement trotskiste dans la clandestinité, essayant de maintenir une position internationaliste à l'écart du chauvinisme ambiant, multipliant les appels aux travailleurs allemands jusque dans les rangs de l'armée d'occupation (activité on ne peut plus dangereuse d'autant que le livre de Daniel Guérin Fascisme et grand capital (NRF) était inscrit sur la liste Otto).

#### Séjour aux États-Unis
En décembre 1946, Daniel Guérin embarque pour les États-Unis où il fut actif aux côtés du mouvement ouvrier et des Noirs américains. En janvier 1949 il rentre en France. En juillet 1950, accusé d'être, ou d'avoir été « trotskyste » et « anarchiste », un nouveau visa pour les États-Unis lui est refusé dans le cadre de la chasse aux sorcières du maccarthysme. Cette interdiction n'est levée qu'en 1957 et Guérin ne retourna aux États-Unis qu'en octobre 1973.

#### Le marxisme-libertaire
Guérin, qui à son retour des États-Unis étudia les œuvres complètes de Bakounine, s'éloigna peu à peu du marxisme orthodoxe durant la guerre pour se rapprocher de l'anarchisme. Il tenta de concilier ces deux tendances en envisageant la formation d'un courant marxiste libertaire : à partir de 1959 et de la publication de Jeunesse du socialisme libertaire, il chercha une voie nouvelle dans une synthèse de l'anarchisme et du marxisme. Il plaida pour concilier le meilleur de ces deux systèmes de pensée et publie Pour un marxisme libertaire puis À la recherche d'un communisme libertaire. Il écrivit par exemple dans Pour un marxisme libertaire : « La double faillite du réformisme et du stalinisme nous fait un devoir urgent de réconcilier la démocratie prolétarienne et le socialisme, la liberté et la révolution ». Il adhéra cependant au PSU, sans y militer, et en resta membre jusqu'en 1969. Dans une réunion publique à Marseille en 1969 il déclara parlant du PSOP que c'était « une sorte de PSU ».
Il demeura un acteur de la vie politique, notamment engagé dans le soutien à la révolution algérienne. En 1960, il signe le Manifeste des 121, déclaration sur le « droit à l'insoumission » dans le contexte de la guerre d'Algérie.
Guérin lutta également beaucoup pour la difficile intégration par le mouvement ouvrier de la question homosexuelle.
En 1969/1970 il participe à la constitution du Mouvement Communiste Libertaire (MCL), qui tente de regrouper plusieurs groupes dont ceux originaires des Cahiers de Mai, un rassemblement de militants de l'ancienne Fédération communiste libertaire (FCL) autour de Georges Fontenis (ancien secrétaire de la Fédération Anarchiste) et qui publiera le journal Guerre de Classes.
Le MCL sera rejoint par un groupe issu d'une scission au sein de l'Organisation révolutionnaire anarchiste (ORA) et deviendra ultérieurement l'« Organisation Communiste Libertaire » en 1971 avant de disparaître en 1976 (le sigle sera repris plus tard par une autre organisation à laquelle Daniel n'a pas appartenu).
Il rejoindra temporairement ensuite l'ORA, puis, de 1979 à sa mort en 1988, il fut militant de l'Union des travailleurs communistes libertaires, organisation dont est héritière Alternative libertaire qui, en 2019, fusionna avec la CGA (Coordination des groupes anarchistes) pour devenir l'UCL (Union communiste libertaire).
En 1981, il est co-solidaire de la publication Avis de recherche consacrée au soutien des appelés insoumis au service militaire.

#### Le spontanéisme révolutionnaire
En 1971, Daniel Guérin publie Rosa Luxemburg et la spontanéité révolutionnaire, ouvrage marqué par l’expérience de Mai 68, et qui représente une analyse approfondie du rapport entre spontanéité et conscience dans les mouvements révolutionnaires. Deux ans plus tard, en 1973, dans Anarchisme et marxisme, le même auteur affirme que « la seule théoricienne, dans la social-démocratie allemande, qui resta fidèle au marxisme originel fut Rosa Luxemburg ». Et il continue : « Il n’y a pas de différence véritable entre la grève générale anarcho-syndicaliste et ce que la prudente Rosa Luxemburg préférait dénommer “grève de masses”. De même, les violentes controverses, la première avec Lénine, en 1904, la dernière au printemps de 1918, avec le pouvoir bolchevik, ne sont pas très éloignées de l’anarchisme. Il en est de même pour ses conceptions ultimes, dans le mouvement spartakiste, à la fin de 1918, d’un socialisme propulsé de bas en haut par les conseils ouvriers. »

#### La question de la sexualité
Daniel Guérin est ouvertement bisexuel, il dénonce les discriminations dont sont victimes les minorités sexuelles, y compris dans les milieux de la gauche radicale.
En 1955, il publie Kinsey et la sexualité, ouvrage où il détaille l'oppression spécifique subie en France par les homosexuels : « Les plus sévères [critiques] émanent de milieux marxistes qui ont tendance à gravement sous-estimer la variété d’oppression de l’homme par l’homme qu’est le terrorisme antisexuel. Je m’y attendais d’ailleurs et je savais, en publiant mon livre, que je m’exposais au risque de me mettre à dos ceux desquels je me sens le plus proche sur le plan politique ».
En 1965, après son coming out, il s'exprime sur l'homophobie qui domine à gauche pendant la deuxième moitié du XXe siècle, « l'incompréhension voire l'homophobie de la plupart des « gauchistes » — leur conception petite bourgeoise de la sexualité. L'attitude était beaucoup plus libérale à l'égard de l'homosexualité dans les années 1920-1930, l'hypocrisie se rencontrant alors beaucoup plus chez les bourgeois que chez les prolétaires. Depuis ces derniers ont été conditionnés par les idées bourgeoises. ».
En 1975, il écrit : « Il n'y a pas tellement d'années se déclarer révolutionnaire et s'avouer homosexuel n'étaient pas choses compatibles. Quand je suis entré en 1930 dans le mouvement social il n'était pas question de s'y risquer, ni même d'aborder impersonnellement un sujet aussi scabreux. [...] J'étais affligé encore d'une autre vulnérabilité. Dans les mouvements syndicaux et politiques auxquels je participais, j'avais une propension à me situer toujours à leur extrême-gauche [...] Il eût été insensé d'ajouter à ces lourds handicaps une charge supplémentaire : celle de m'intéresser aux partenaires de mon sexe, qu'il s'agît de jeunes ouvriers sans conscience de classe ou, plus grave encore, de militants dont certains rayonnaient d'une juvénilité dont il fallait soigneusement cacher à quel point elle m'était attirante. ».
Il évoque comment Louis Aragon, « arrimé à l'hétérosexualité comme au stalinisme par Elsa, son mauvais génie, devait se protéger d'un autre malfaisant sectarisme, celui du Parti communiste, hystériquement intransigeant sur le plan des « bonnes mœurs » et qui ne tolérera les extravagances amoureuses d'Aragon que beaucoup plus tard, quand Elsa ne sera plus là pour le détourner des garçons et que l'évolution de la société post-soixante-huitarde aura enfin fait voler en éclats le tabou. »
Ses textes sur la libération sexuelle sont alors censurés dans certains journaux de gauche.
Il s'implique dans les événements de Mai 68 en France et prend une part active à la création du mouvement de libération homosexuelle qui émerge dans les années suivantes, notamment le Front homosexuel d'action révolutionnaire. En 2000, Frédéric Martel le qualifie de « grand-père du mouvement homosexuel français ».

### L'historien
Daniel Guérin fut aussi historien. Il étudia principalement le mouvement social pendant la Révolution française à travers deux ouvrages : La Lutte des classes pendant la Première République en deux volumes publiés en 1947 et Bourgeois et bras nus. La guerre sociale sous la Révolution (1793-1795) publié en 1973.
Il fut également l'auteur de Ni Dieu, ni maître, une histoire et anthologie de l'anarchisme (1976).

## Publications
- Le livre de la dix-huitième année (poèmes), Paris, Albin Michel, 1922
- L'enchantement du Vendredi Saint (roman), Paris, Albin Michel, 1925
- La vie selon la chair (roman), Paris, Albin Michel, 1929
- La Peste brune a passé par là... À bicyclette à travers l'Allemagne hitlérienne. Éditions L.D.T, 1933. Brochure de 62 pages, rééditée en 1945 par les Éditions universelles, réédité en 2018 avec une préface d'Alain Bihr, Éditions Spartacus.
- Fascisme et grand capital. Italie-Allemagne, Paris, Éditions de la révolution prolétarienne, 1936 (4 éditions cette année) ; réédité par Gallimard en 1945, par Maspero en 1965, 1969 ; réédité par l'ENS ; réédité par Syllepse (1999) ; réédité au sein de Sur le fascisme, La Découverte, 2001 ; réédition augmentée du texte "Quand le fascisme nous devançait" et de la traduction intégrale de la préface de Dwight MacDonald à l'édition américaine, Libertalia, 2014. Traduit en anglais par Pioneer en 1939 et en italien par Schwarz en 1957
- La lutte de classes sous la Première République : bourgeois et « bras nus » (1793-1797), vol. 1 et 2, Paris, Gallimard, coll. « La Suite des temps » (no 16), 1946 (présentation en ligne)Nouvelle édition revue et augmentée : La lutte de classes sous la Première République (1793-1797), vol. 1 et 2, Paris, Gallimard, coll. « La Suite des temps », 1968, 571+608Édition abrégée : Bourgeois et bras-nus : guerre sociale durant la Révolution française, 1793-1795, Paris, Libertalia, 2013, 443 p. (ISBN 978-2-918059-29-5, présentation en ligne).
- Où va le peuple américain ?, Paris, Julliard, 2 vol., 1950-1951
- Au service des colonisés, Paris, Éditions de Minuit, 1954
- Kinsey et la sexualité, Paris, Julliard, 1955
- Les Antilles décolonisées (préface d'Aimé Césaire, Paris, Présence Africaine, 1956
- La répression de l'homosexualité en Angleterre, La Nef, novembre 1957.
- La répression de l'homosexualité en France, La Nef , janvier 1958.
- Jeunesse du socialisme libertaire, Paris, Rivière, 1959
- Shakespeare et Gide en correctionnelle ?, Paris, Éditions du Scorpion, 1959
- Le grain sous la neige, adaptation théâtrale d'après Ignazio Silone, Éditions Mondiales, 1961
- Vautrin, adaptation théâtrale d'après Honoré de Balzac, Paris, La Plume d'or, 1962
- Eux et lui, illustré par André Masson, Monaco, Éditions du Rocher, 1962. Rééd. QuestionDeGenre/GKC, 2000.
- « Proudhon, un refoulé sexuel », 1963.
- Front Populaire, révolution manquée ?, Paris, Julliard, 1963 Réédition chez Agone en 2013.
- Décolonisation du noir américain, Paris, Présence Africaine, 1963
- L'Algérie qui se cherche, Paris, Présence Africaine, 1964
- Un jeune homme excentrique. Essai d'autobiographie, Paris, Julliard, 1965
- Sur le fascisme : I- La peste brune ; II- Fascisme et grand capital, Paris, Maspero, 1965 (réédition)
- « L'Anarchisme : de la doctrine à l'action », Paris, Gallimard, 1965.
- Ni Dieu ni maître. Histoire et anthologie de l'anarchie, Paris, Éditions de Delphes, 1965
- Ni Dieu ni maître. Anthologie de l'anarchisme, Éditions Maspero, 1970. Réédité
- Pour un marxisme libertaire, Paris, Laffont, 1969
- Essai sur la révolution sexuelle après Reich et Kinsey, Paris, Belfond, 1969
- Rosa Luxemburg et la spontanéité révolutionnaire, Paris, Flammarion, 1971
- Autobiographie de jeunesse. D'une dissidence sexuelle au socialisme, Paris, Belfond, 1972 (réédition: La Fabrique, 2016)
- Ci-gît le colonialisme : Algérie, Inde, Indochine, Madagascar, Maroc, Palestine, Polynésie, Tunisie ; témoignage militant, Paris, Mouton, 1973.
- De l'Oncle Tom aux Panthères Noires, Paris, UGE, 1973 (réédition : Les Bons Caractères, 2010)
- L'armée en France, avec Roland Gengenbach, Paris, Filipacchi, collection Tout savoir sur..., 1974
- Oviri, écrits d’un sauvage, anthologie de textes de Paul Gauguin, Paris, Gallimard, coll. Idées, 1974
- Vers la liberté en amour, anthologie de textes de Charles Fourier, Paris, Gallimard, coll. Idées, 1975
- Les assassins de Ben Barka. Dix ans d'enquête, Paris, Guy Authier, 1975
- La Révolution française et nous, Paris, Maspero, 1976
- Le feu du sang - autobiographie politique et charnelle, Paris, Éditions Grasset & Fasquelle, 1977
- Quand l'Algérie s'insurgeait : 1954-1961, La pensée sauvage, 1977
- Proudhon oui et non, Paris, Gallimard, 1978
- Homosexualité et révolution, Paris, Le vent du ch'min, 1983 (lire en ligne).
- Pour le communisme libertaire, éd. Spartacus, 2003 (ISBN 2-902-96346-7, lire en ligne).
- La Peste brune, Éditions Syllepse, 2018 (ISBN 979-1-094-10631-0, présentation en ligne).

## Documentation
Un ensemble documentaire qu'il avait rassemblé sur Paul Gauguin est conservé à l'Institut national d'histoire de l'art.

### Télévision
- Christian Mottier, Ni Dieu ni maître, Temps présent, Radio télévision suisse, 3 avril 1970, « voir en ligne ».
- Christian Bussy, Anarchie, j'écris ton nom, Signes des Temps, Radio-télévision belge de la Communauté française, Sonuma, 7 mai 1973, « voir en ligne ».